# Francis Bok
 (mars 2019).
Si vous disposez d'ouvrages ou d'articles de référence ou si vous connaissez des sites web de qualité traitant du thème abordé ici, merci de compléter l'article en donnant les références utiles à sa vérifiabilité et en les liant à la section « Notes et références ».
Pour les articles homonymes, voir Bok.
Francis Bok (né en février 1979 au Soudan du Sud) est un ancien esclave soudanais, aujourd'hui militant abolitionniste. Son nom original est Francis Piol Bol Buk.
Francis Bok a passé son enfance dans un village du peuple Dinka, dans la ferme de son père. Sa famille était relativement riche. Il avait sept ans quand un jour où il allait au marché de la ville de Nyamlell pour vendre des produits de la ferme, des miliciens arabes du nord du Soudan attaquèrent la ville et tuèrent les hommes dans les rues. Francis Bok et d'autres enfants furent enlevés et destinés à l'esclavage.
Un milicien, Giemma Abdullah, le prit comme esclave. Pendant les dix années suivantes, Francis Bok fut forcé de travailler dur pour son maître, de manger les restes et de dormir avec le bétail. Une fois, il demanda pourquoi personne ne l'aimait et pourquoi il devait dormir chez les animaux. Giemma Abdullah lui répondit qu'il était un animal.
Francis Bok essaya plusieurs fois de s'échapper. On le reprit deux fois, mais la troisième fois il put parvenir à la ville de Matari (Abu Matariq) où il alla à la police. La police ne l'aida pas, mais le laissa encore une fois travailler sans le payer. Il continua sa fuite jusqu'à la capitale soudanaise Khartoum, puis jusqu'au Caire. Le Haut Commissariat des Nations unies pour les réfugiés l'a reconnu comme réfugié et il a pu aller aux États-Unis.
Il vit maintenant aux États-Unis, où il a écrit son autobiographie et lutte contre l'esclavage moderne avec la Société américaine contre l'esclavage (American Anti-Slavery Group).

## Œuvre
- (en) Francis Bok et Edward Tivnan, Escape from Slavery : The True Story of My Ten Years in Captivity And My Journey to Freedom in America, St. Martin's Press, 2003 (ISBN 978-0312306236 et 0312306237).